# Grecko-polski Stary Testament
Grecko-polski Stary Testament – Księgi greckie – interlinearny przekład deuterokanonicznych ksiąg Starego Testamentu, przygotowany przez prof. Michała Wojciechowskiego. Pierwsze wydanie ukazało się w 2008 nakładem Oficyny Wydawniczej „Vocatio”.
Przetłumaczone zostały księgi: Tobiasza, Judyty, 1 i 2 Machabejska, Mądrości, Syracha i Barucha.